# USS Long Beach (CGN-9)
USS Long Beach (CGN-9) var en atomdriven robotkryssare tillverkad för USA:s flotta i slutet av 1950-talet. Long Beach var världens första atomdrivna ytstridsfartyg. Hon var också den första kryssaren som från början var konstruerad med robotar som huvudbeväpning och det första örlogsfartyget som utrustades med fasstyrd radar. Hon var samtidigt det sista amerikanska fartyget med ett traditionellt kryssarskrov. Hon var i tjänst fram till 1995 och skrotades 2012.

## Konstruktion
Long Beach var från början tänkt att ha enbart robotbeväpning. Huvudvapnet skulle ha varit den kärnvapenbestyckade kryssningsroboten RGM-6 Regulus, vilket sedan ändrades till den ballistiska roboten UGM-27 Polaris för att till sist slopas helt. Utrymmet användes i stället för två konventionella 127 mm fartygskanoner och ASROC-robotar. Hon kom senare att få kryssningsrobotar i form av BGM-109 Tomahawk. Övriga robotvapen var två stycken dubbla robotlavetter för RIM-2 Terrier på fördäck och en dubbel robotlavett för RIM-8 Talos på akterdäck.
Fartygets säregna överbyggnad var designad för den fasstyrda radarn SCANFAR som i sin tur bestod av AN/SPS-32 och AN/SPS-33, där den första användes för luftspaning och den andra för målföljning. Hela överbyggnaden var byggd i aluminium för att inte bli för tung.

## Historia
Efter att hon tagits i tjänst tjänstgjorde Long Beach i Atlantflottan med Norfolk, Virginia som bas. Tillsammans med hangarfartyget USS Enterprise och kryssaren USS Bainbridge bildade de den helt atomdrivna Task Force One som 1964 genomförde operation Sea Orbit, en världsomsegling utan bränslepåfyllning, för att visa på uthålligheten hos atomdrivna fartyg.
Efter bränslebyte i början av 1966 överfördes hon till Stillahavsflottan med Long Beach, Kalifornien som bas. I oktober samma år påbörjade hon sin första kryssning till Vietnam där hon skyddade de amerikanska hangarfartygen och bedrev luftspaning över Tonkinbukten. Hon återvände till Long Beach i juli 1967, men var tillbaka i Tonkinbukten på våren 1968. I maj sköt hon ner en vietnamesisk MiG med en Talos-robot och blev därmed det första örlogsfartyg som skjutit ner ett fientligt flygplan med luftvärnsrobotar i strid. I september 1968 sköt hon ner ytterligare en MiG, även den gången med Talos-robotar.
Efter Vietnamkriget fortsatte Long Beach att patrullera i Stilla Havet och Indiska Oceanen. Amerikanska flottan började nu planera att konvertera Long Beach till en så kallad "Strike Cruiser" beväpnad med kryssningsrobotar, Aegis-systemet och 203 mm tunga kanoner. Konverteringen genomfördes aldrig helt. År 1978 monterades Talos-robotarna bort och ersattes av Harpoon-robotar. År 1982–1983 genomfördes ett mer omfattande moderniseringsprogram där Terrier-robotarna ersattes med Standard-robotar, modernare radar installerades och beväpningen utökades med Tomahawk-robotar och Phalanx-kanoner för närförsvar.
Under Kuwaitkriget avlossade hon flera Tomahawk-robotar mot mål i Kuwait och Irak samtidigt som hon eskorterade slagskeppet USS Missouri. Under försvarsnedskärningarna efter Kuwaitkriget beslutades att samtliga atomdrivna kryssare skulle avrustas när deras kärnbränsle var förbrukat. Long Beach skulle ha genomgått ett bränslebyte i mitten av 1990-talet, men i stället avrustades hon 2 juli 1994 i Norfolk. Därefter bogserades hon till Newport News där hennes överbyggnad och reaktorer avlägsnades. Vintern 1995 bogserades det tomma skrovet genom Panamakanalen till Puget Sound Naval Shipyard i Bremerton. Den 13 juli 2012 såldes skrovet som skrot för 900 000 USD.

## Bilder

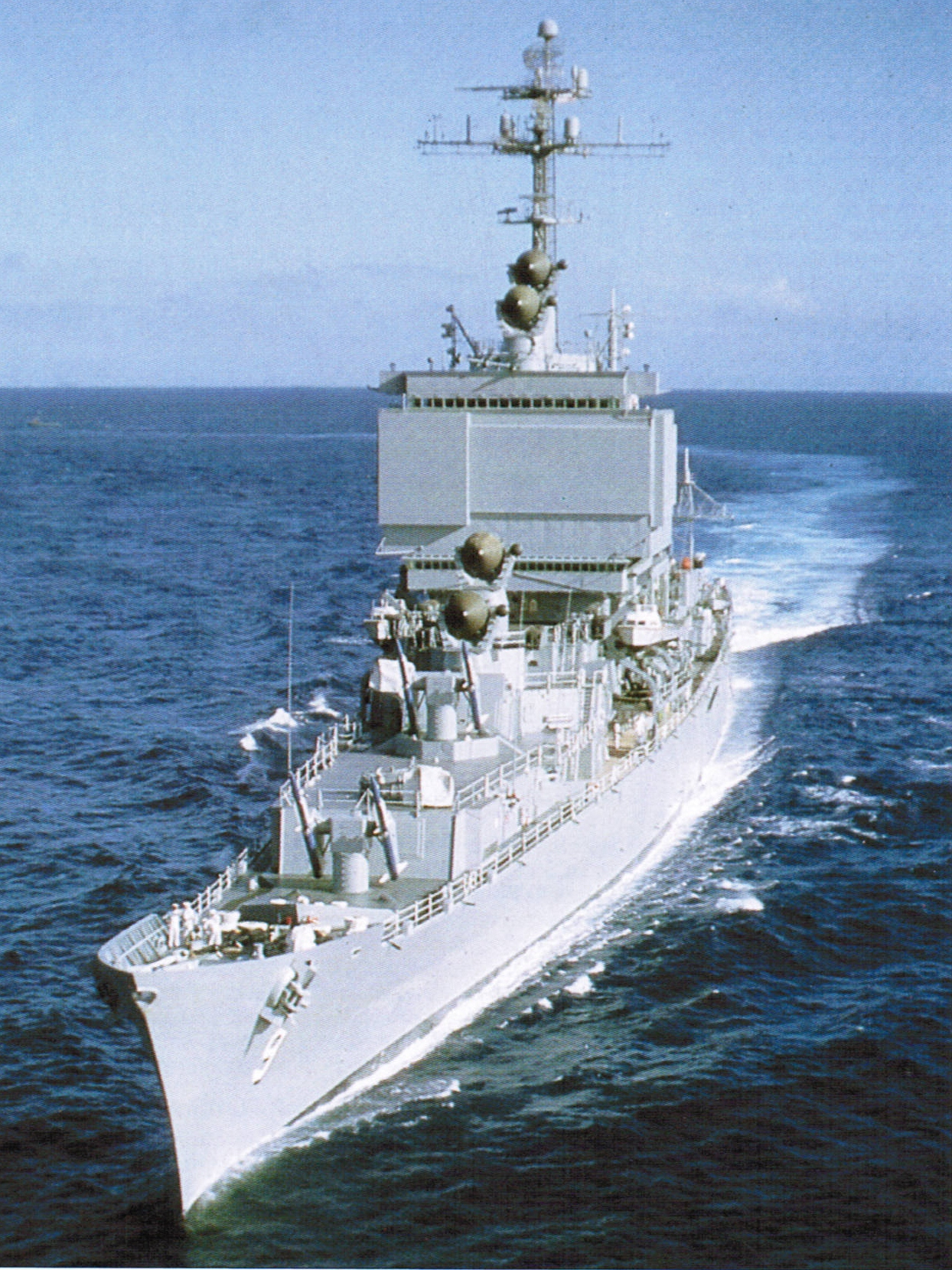
Den fyrkantiga överbyggnaden är ett utmärkande kännetecken för Long Beach.
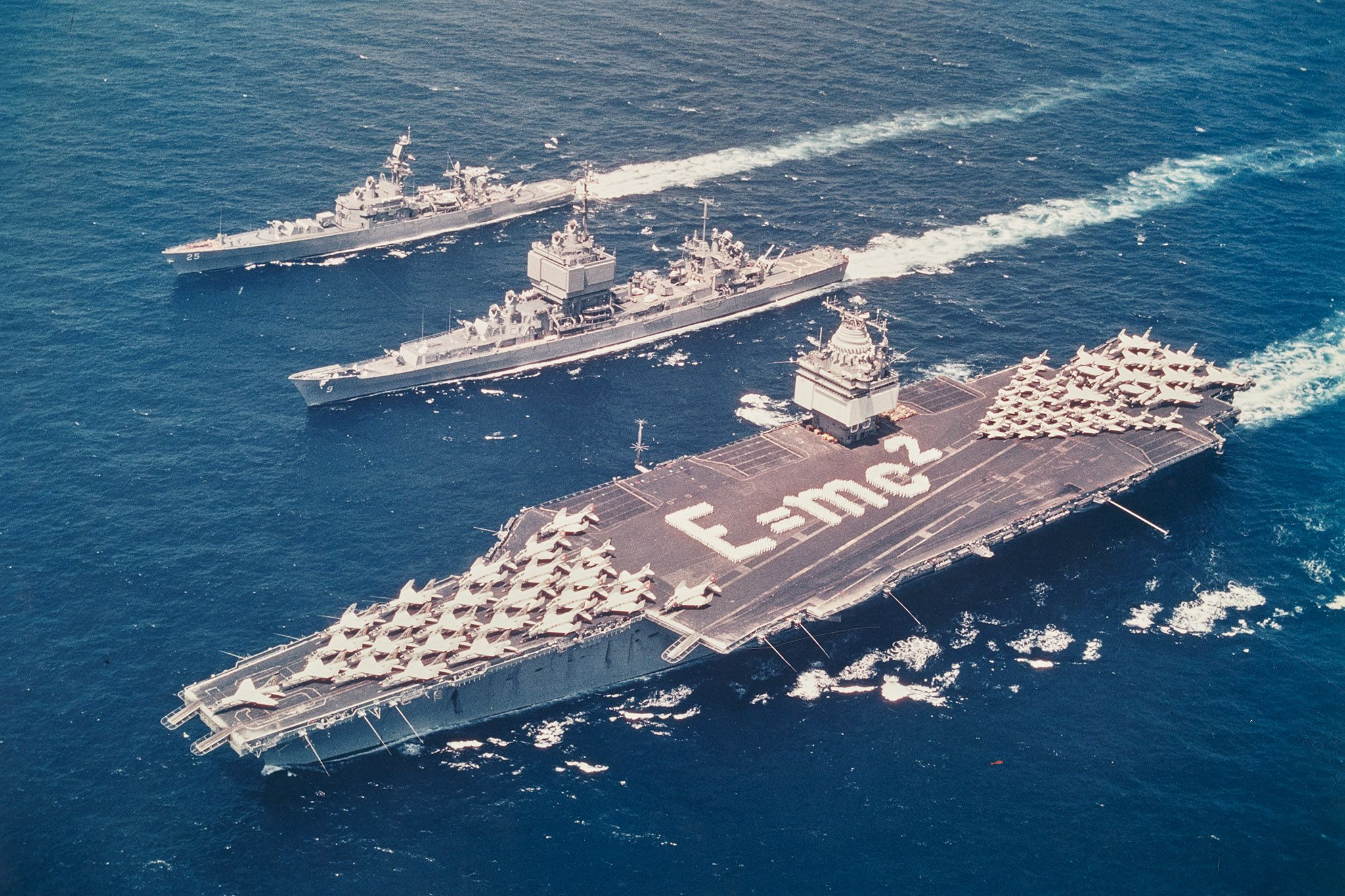
Den helt atomdrivna Task Force One. Hangarfartyget Enterprise samt kryssarna Long Beach och Bainbridge.
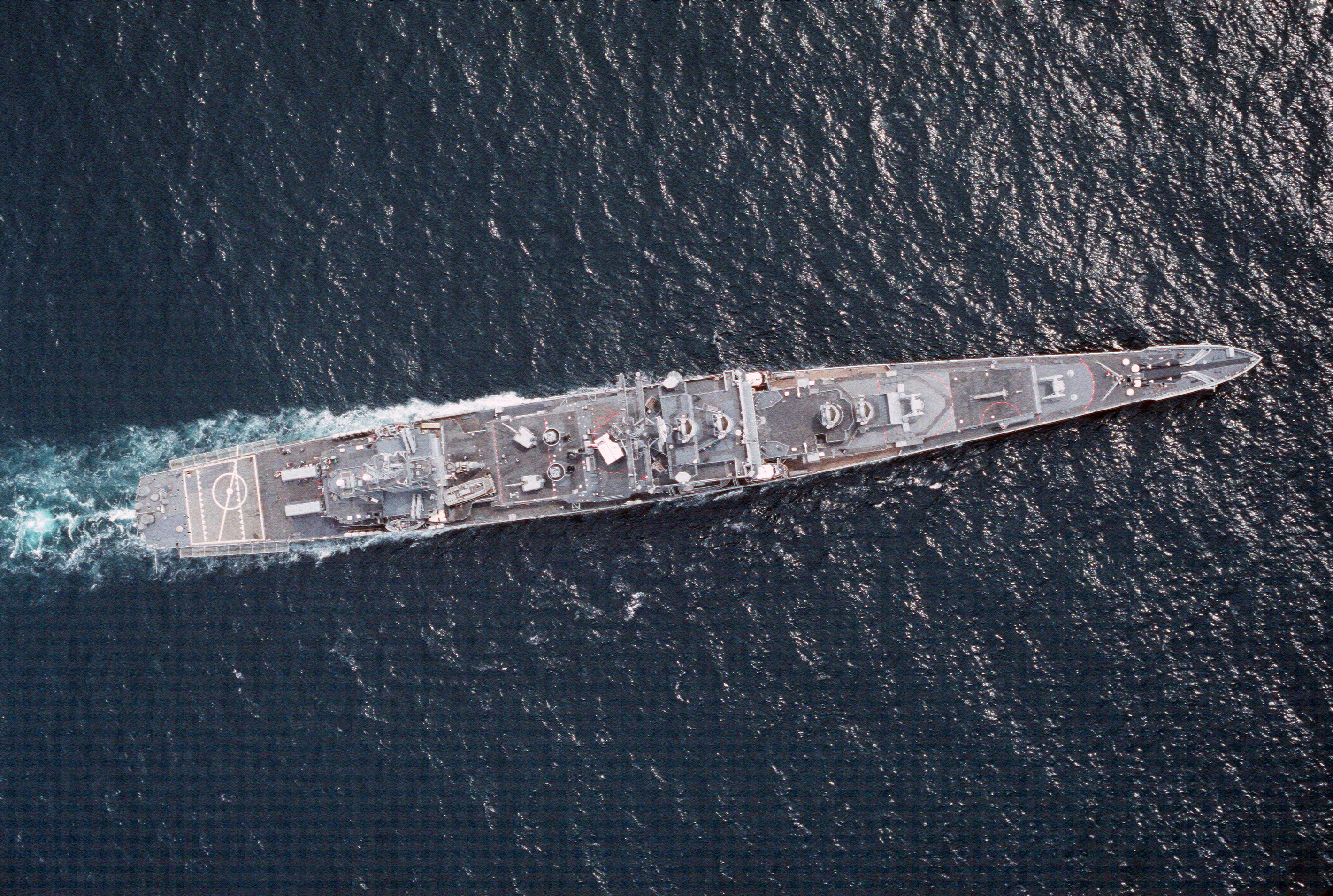
Vy rakt uppifrån som visar Long Beachs traditionella, slanka kryssarlinjer.